# Rudolf Battig
Rudolf Battig (* 28. Juni 1883 in Heidersdorf, Provinz Schlesien; † 12. April 1957 in Essen) war ein deutscher Bergbau-Ingenieur und -Manager, der vor allem als Generaldirektor der Gasverarbeitungsgesellschaft mbH Sodingen  hervortrat.

## Leben
Nach dem Schulbesuch studierte Rudolf Battig das Bergfach und wurde 1906 nach bestandenem 1. Staatsexamen zum Bergreferendar ernannt. Nach vier Jahren bestand er das 2. Staatsexamen und wurde zum Bergassessor ernannt. Als solcher war er seit 1910 auf der Steinkohlenzeche Mont Cenis in Sodingen tätig, unterbrochen durch seine aktive Teilnahme am Ersten Weltkrieg von 1914 bis 1917. Nach Sodingen zurückgekehrt, wurde er Vorsitzender des Direktoriums der Gewerkschaft der Zeche Mont Cenis und von 1922 bis 1927 Generaldirektor der Gasverarbeitungsgesellschaft mbH Sodingen. 
Während seiner Zeit auf der Zeche Mont Cenis kam es 1921 zu einer schweren Schlagwetterexplosion mit 85 Todesopfern. Ein weiteres schweres Grubenunglück ereignete sich im Jahr 1931 mit 19 Todesopfern. 1932 legte er den Vorsitz des Direktoriums nieder und wirkte bis 1954 freischaffend als Bergbaugutachter in Essen. Als Major der Reserve wurde er nach Ausbruch des Zweiten Weltkriegs erneut zum Kriegsdienst einberufen. 1941 kehrte er aus dem Krieg zurück.
Rudolf Battig war auch Mitglied des Aufsichtsrats der Maxhütte in Sulzbach-Rosenberg, der Ruhrgas AG, der Chemischen Fabrik Flörsheim und der AG Wasserwerk für das nördliche westfälische Kohlenrevier in Gelsenkirchen. Außerdem war er im Besitz mehrerer Patente, so für ein Verfahren zum Unschädlichmachen von Staub, der beim Bohren, Schleifen, Polieren oder dergleichen entsteht.
Er wohnte in Essen-Bredeney im Haus Schauinsland, Weg zur Platte 21.

## Ehrungen
Die heutige Granitstraße in Herne hieß zwischen 1921 und 1974 nach Rudolf Battig Rudolfstraße.